# توركل بيترسون
توركل بيترسون (بالسويدية: Torkel Petersson)‏ هو كاتب سيناريو وممثل سويدي، ولد في 19 أغسطس 1969 بلوند في السويد.

## وصلات خارجية
- توركل بيترسون على موقع IMDb (الإنجليزية)
- توركل بيترسون على موقع ألو سيني (الفرنسية)
- توركل بيترسون على موقع أول موفي (الإنجليزية)
- توركل بيترسون على موقع قاعدة بيانات الأفلام السويدية (السويدية)
- توركل بيترسون على موقع قاعدة بيانات الفيلم (الإنجليزية)
- توركل بيترسون على موقع كينوبويسك (الروسية)